# 2010–2011-es magyar labdarúgó-ligakupa
A 2010–2011-es Ligakupa a sorozat negyedik szezonja volt. A ligakupában a tizenhat élvonalbeli csapat vett részt. A nemzetközi kupasorozatokban szereplő négy csapat (Zalaegerszegi TE, Videoton, Győri ETO és Debreceni VSC) a negyeddöntőkben kapcsolódott be a küzdelmekbe. A címvédő a Debrecen gárdája volt, amely a 2010-es döntőben a Paksot győzte le. 2011-ben újra ez a két csapat jutott a fináléba, ám ezúttal a Paks diadalmaskodott.

## Lebonyolítás

### Fordulók és időpontok
| Szakasz        | Forduló        | 1. mérkőzés        | 2. mérkőzés        |
| -------------- | -------------- | ------------------ | ------------------ |
| Csoportkör     | 1. mérkőzésnap | 2010. július 24.   | 2010. július 24.   |
| Csoportkör     | 2. mérkőzésnap | 2010. július 28.   | 2010. július 28.   |
| Csoportkör     | 3. mérkőzésnap | 2010. november 3.  | 2010. november 3.  |
| Csoportkör     | 4. mérkőzésnap | 2010. november 24. | 2010. november 24. |
| Csoportkör     | 5. mérkőzésnap | 2010. december 1.  | 2010. december 1.  |
| Csoportkör     | 6. mérkőzésnap | 2010. december 8.  | 2010. december 8.  |
| Egyenes kiesés | Negyeddöntők   | 2011. február 19.  | 2011. március 9.   |
| Egyenes kiesés | Elődöntők      | 2011. március 16.  | 2011. április 6.   |
| Egyenes kiesés | Döntő          | 2011. április 13.  | 2011. április 27.  |

### Részt vevő csapatok
| Negyeddöntőben csatlakozó csapatok | Negyeddöntőben csatlakozó csapatok | Negyeddöntőben csatlakozó csapatok | Negyeddöntőben csatlakozó csapatok |
| ---------------------------------- | ---------------------------------- | ---------------------------------- | ---------------------------------- |
| Debreceni VSCCV                    | Győri ETO                          | Videoton                           | Zalaegerszegi TE                   |
| Csoportkörben csatlakozó csapatok  |                                    |                                    |                                    |
| BFC Siófok                         | Budapest Honvéd                    | Vasas                              | Ferencváros                        |
| Kaposvári Rákóczi                  | Kecskemét                          | Lombard Pápa                       | MTK Budapest                       |
| Paks                               | Szolnoki MÁV                       | Szombathelyi Haladás               | Újpest                             |

## Eredmények

### Csoportkör
| Jelmagyarázat                                            |
| -------------------------------------------------------- |
| A csoport első helyezettje továbbjut a csoportkörből.    |
| A csoport utolsó két helyezettje kiesik a csoportkörből. |

#### A csoport
| Csapat          | M | Gy | D | V | G+ | G– | Gk | P  |
| --------------- | - | -- | - | - | -- | -- | -- | -- |
| Kecskeméti TE   | 4 | 3  | 1 | 0 | 11 | 3  | +8 | 10 |
| Szolnoki MÁV    | 4 | 1  | 1 | 2 | 6  | 10 | –4 | 4  |
| Budapest Honvéd | 4 | 1  | 0 | 3 | 7  | 11 | –4 | 3  |

|                 | HON   | KTE   | MÁV   |
| --------------- | ----- | ----- | ----- |
| Budapest Honvéd |       | 0 – 2 | 1 – 2 |
| Kecskeméti TE   | 4 – 2 |       | 4 – 0 |
| Szolnoki MÁV    | 3 – 4 | 1 – 1 |       |

| 2010. július 24. 17:00 |

| Budapest Honvéd                  | 1–2               | Szolnoki MÁV                          |
| -------------------------------- | ----------------- | ------------------------------------- |
| Jammeh 32' Cséke 38' Horváth 67' | (1–0) Jegyzőkönyv | Koós 60' Pető 70' Mile 22' Búrány 52' |

| Bozsik József Stadion, Budapest Játékvezető: Takács János (magyar) |

| 2010. július 28. 19:00 |

| Kecskeméti TE                      | 4–2               | Budapest Honvéd                 |
| ---------------------------------- | ----------------- | ------------------------------- |
| Wilson 32' 69' Simon 33' Koncz 43' | (3–0) Jegyzőkönyv | Jammeh 46' Vólent 66' Cséke 45' |

| Széktói Stadion, Kecskemét Játékvezető: Oláh Gábor (magyar) |

| 2010. november 3. 13:00 |

| Szolnoki MÁV       | 1–1               | Kecskeméti TE           |
| ------------------ | ----------------- | ----------------------- |
| Koós 58' Antal 23' | (0–0) Jegyzőkönyv | Csordás 90+1' Szabó 70' |

| Tiszaligeti stadion, Szolnok Játékvezető: Gaál Gyöngyi (magyar) |

| 2010. november 24. 13:00 |

| Kecskeméti TE                                  | 4–0               | Szolnoki MÁV                         |
| ---------------------------------------------- | ----------------- | ------------------------------------ |
| Dosso 30' 55' Savić 59' Litsingi 70' Ebala 32' | (1–0) Jegyzőkönyv | Hevesi-Tóth 27' Tarczy 58' Antal 73' |

| Széktói Stadion, Kecskemét Játékvezető: Szőts Gergely (magyar) |

| 2010. december 1. 12:45 |

| Szolnoki MÁV                                                | 3–4               | Budapest Honvéd             |
| ----------------------------------------------------------- | ----------------- | --------------------------- |
| Remili 33' Ngalle 43' Hevesi-Tóth 63' Rokszin 42' Vörös 90′ | (2–1) Jegyzőkönyv | Rufino 21' 47' 60' Nagy 76' |

| Tiszaligeti stadion, Szolnok Játékvezető: Urbán Eszter (magyar) |

| 2010. december 4. 13:00 |

| Budapest Honvéd | 0–2               | Kecskeméti TE                                                          |
| --------------- | ----------------- | ---------------------------------------------------------------------- |
| Hajdú 70'       | (0–1) Jegyzőkönyv | Alempijević 25' 68' Dosso 56' Mohl 31' Tököli 41' Balogh 75' Koszó 89' |

| Bozsik József Stadion, Budapest Játékvezető: Radványi Ádám (magyar) |

#### B csoport
| Csapat       | M | Gy | D | V | G+ | G– | Gk | P |
| ------------ | - | -- | - | - | -- | -- | -- | - |
| Paks         | 4 | 3  | 0 | 1 | 12 | 5  | +7 | 9 |
| Vasas        | 4 | 2  | 0 | 2 | 7  | 8  | –1 | 6 |
| MTK Budapest | 4 | 1  | 0 | 3 | 6  | 12 | –6 | 3 |

|              | MTK   | PAK   | VAS   |
| ------------ | ----- | ----- | ----- |
| MTK Budapest |       | 4 – 2 | 1 – 2 |
| Paks         | 4 – 0 |       | 2 – 0 |
| Vasas        | 4 – 1 | 1 – 4 |       |

| 2010. július 24. 17:00 |

| MTK Budapest                                    | 4–2               | Paks                             |
| ----------------------------------------------- | ----------------- | -------------------------------- |
| Pál Sz. 6' 14' Molnár 31' 39' Szabó 34' Gál 83' | (4–1) Jegyzőkönyv | Bartha 41' Lisztes 63' Fiola 54' |

| MTE Sporttelep, Budapest Játékvezető: Kovács Zoltán (magyar) |

| 2010. július 28. 15:00 |

| Vasas                                                 | 4–1               | MTK Budapest              |
| ----------------------------------------------------- | ----------------- | ------------------------- |
| Pavičević 9' Ferenczi 11' 59' Ben Únesz 38' Bakos 71' | (3–1) Jegyzőkönyv | Skriba 35' 55' Macura 53' |

| Illovszky Rudolf Stadion, Budapest Játékvezető: Bognár Tamás (magyar) |

| 2010. november 3. 13:00 |

| Paks                    | 2–0               | Vasas         |
| ----------------------- | ----------------- | ------------- |
| B. Tóth 32' Lisztes 60' | (1–0) Jegyzőkönyv | Pavičević 81' |

| Fehérvári úti stadion, Paks Játékvezető: Fenyvesi Szabolcs (magyar) |

| 2010. november 23. 13:00 |

| Vasas                   | 1–4               | Paks                                                            |
| ----------------------- | ----------------- | --------------------------------------------------------------- |
| Panchava 39' Kovács 52' | (1–1) Jegyzőkönyv | Bohner 35' Nagy I. 47' Vári 52' Lisztes 67' Gévay 33' Szabó 90' |

| Illovszky Rudolf Stadion, Budapest Játékvezető: Radványi Ádám (magyar) |

| 2010. december 1. 13:00 |

| Paks                                            | 4–0               | MTK Budapest           |
| ----------------------------------------------- | ----------------- | ---------------------- |
| Nagy I. 40' Magasföldi 68' Haraszti 80' Pap 89' | (1–0) Jegyzőkönyv | Kornis 40′ Pál Sz. 43′ |

| Fehérvári úti stadion, Paks Játékvezető: Szilasi Szabolcs (magyar) |

| 2010. december 8. 13:00 |

| MTK Budapest         | 1–2               | Vasas                      |
| -------------------- | ----------------- | -------------------------- |
| Eppel 61' Molnár 82' | (0–1) Jegyzőkönyv | Ferenczi 3' 69' Katona 37' |

| MTE Sporttelep, Budapest Játékvezető: Takács János (magyar) |

#### C csoport
| Csapat       | M | Gy | D | V | G+ | G– | Gk | P |
| ------------ | - | -- | - | - | -- | -- | -- | - |
| Haladás      | 4 | 2  | 2 | 0 | 6  | 4  | +2 | 8 |
| Ferencváros  | 4 | 1  | 3 | 0 | 5  | 3  | +2 | 6 |
| Lombard Pápa | 4 | 0  | 1 | 3 | 5  | 9  | –4 | 1 |

|              | FTC   | PÁP   | HAL   |
| ------------ | ----- | ----- | ----- |
| Ferencváros  |       | 4 – 2 | 0 – 0 |
| Lombard Pápa | 0 – 0 |       | 2 – 3 |
| Haladás      | 1 – 1 | 2 – 1 |       |

| 2010. július 24. 19:00 |

| Haladás                                           | 2–1               | Lombard Pápa                     |
| ------------------------------------------------- | ----------------- | -------------------------------- |
| Tóth 38' Sipos 59' Nagy 26' Lengyel 43' Simon 77' | (1–1) Jegyzőkönyv | Abwo 31' Venczel 35' Heffler 82' |

| Rohonci úti stadion, Szombathely Játékvezető: Németh Ádám (magyar) |

| 2010. július 28. 17:30 |

| Lombard Pápa | 0–0               | Ferencváros           |
| ------------ | ----------------- | --------------------- |
|              | (0–0) Jegyzőkönyv | Pisanjuk 30' Sváb 73' |

| Perutz Stadion, Pápa Játékvezető: Berger József (magyar) |

| 2010. november 3. 18:00 |

| Ferencváros                | 0–0               | Haladás                            |
| -------------------------- | ----------------- | ---------------------------------- |
| Jakimovszki 14' Vattai 27' | (0–0) Jegyzőkönyv | Lengyel 50' Tóth 58' Devecseri 90' |

| Albert Flórián Stadion, Budapest Játékvezető: Radványi Ádám (magyar) |

| 2010. december 1. 13:00 |

| Lombard Pápa                             | 2–3               | Haladás                           |
| ---------------------------------------- | ----------------- | --------------------------------- |
| Bali 4' Tóth G. 42' Bíró 66' Venczel 87' | (2–2) Jegyzőkönyv | Rácz 9' Lattenstein 44' Simon 65' |

| Perutz Stadion, Pápa Játékvezető: Kovács Zoltán (magyar) |

| 2010. december 8. 13:00 |

| Ferencváros                               | 4–2               | Lombard Pápa                                                 |
| ----------------------------------------- | ----------------- | ------------------------------------------------------------ |
| Fitos 2' Tóth B. 37' Abdi 57' Nyilasi 76' | (2–1) Jegyzőkönyv | Venczel 40' 90' Dlusztus 36' Tóth G. 45' Rajnay 72' Bíró 86' |

| Árok utcai pálya, Budaörs Játékvezető: Berger József (magyar) |

| 2011. február 16. 12:45 |

| Haladás             | 1–1               | Ferencváros             |
| ------------------- | ----------------- | ----------------------- |
| Sipos 43' Simon 58' | (1–0) Jegyzőkönyv | Pölöskey 90+3' Papp 43' |

| Illés Béla Labdarúgó Akadémia, Szombathely Játékvezető: Szilasi Szabolcs (magyar) |

#### D csoport
| Csapat            | M | Gy | D | V | G+ | G– | Gk | P  |
| ----------------- | - | -- | - | - | -- | -- | -- | -- |
| BFC Siófok        | 4 | 3  | 1 | 0 | 8  | 3  | +5 | 10 |
| Újpest            | 4 | 1  | 1 | 2 | 6  | 6  | 0  | 4  |
| Kaposvári Rákóczi | 4 | 0  | 2 | 2 | 3  | 8  | –5 | 2  |

|                   | SIÓ   | KAP   | ÚJP   |
| ----------------- | ----- | ----- | ----- |
| BFC Siófok        |       | 1 – 1 | 1 – 0 |
| Kaposvári Rákóczi | 0 – 3 |       | 1 – 1 |
| Újpest            | 2 – 3 | 3 – 1 |       |

| 2010. július 24. 20:00 |

| Kaposvári Rákóczi   | 1–1               | Újpest               |
| ------------------- | ----------------- | -------------------- |
| Oláh 23' Lipusz 89' | (1–0) Jegyzőkönyv | Simon 56' Tajthy 45′ |

| Rákóczi Stadion, Kaposvár Játékvezető: Solymosi Péter (magyar) |

| 2010. július 29. 18:00 |

| Újpest                    | 2–3               | BFC Siófok                                            |
| ------------------------- | ----------------- | ----------------------------------------------------- |
| Tisza 16' 38' Horváth 50' | (2–1) Jegyzőkönyv | Roni 31' Lukács 49' Délczeg 69' Kocsis 59' Sallér 63' |

| Szusza Ferenc Stadion, Budapest Játékvezető: Szilasi Szabolcs (magyar) |

| 2010. november 3. 17:15 |

| BFC Siófok        | 1–1               | Kaposvári Rákóczi                                               |
| ----------------- | ----------------- | --------------------------------------------------------------- |
| Ivancsics 36' 19' | (1–0) Jegyzőkönyv | Pavlović 78' Szepessy 33' Kovács 55' Zahorecz 67' Kulcsár 91+1' |

| Révész Géza utcai stadion, Siófok Játékvezető: Oláh Gábor (magyar) |

| 2010. november 24. 18:00 |

| Kaposvári Rákóczi | 0–3               | BFC Siófok                                   |
| ----------------- | ----------------- | -------------------------------------------- |
| Pavićević 33'     | (0–1) Jegyzőkönyv | Ribeiro 12' Honma 65' Kecskés 67' Graszl 33' |

| Rákóczi Stadion, Kaposvár Játékvezető: Alvaro Garcia Miquel (chilei) |

| 2010. december 1. 14:00 |

| Újpest                             | 3–1               | Kaposvári Rákóczi |
| ---------------------------------- | ----------------- | ----------------- |
| Balogh 35' Litauszki 83' Lázár 89' | (1–1) Jegyzőkönyv | Zahorecz 4'       |

| Illovszky Rudolf Stadion, Budapest Játékvezető: Németh Ádám (magyar) |

| 2010. december 8. 13:00 |

| BFC Siófok         | 1–0               | Újpest                           |
| ------------------ | ----------------- | -------------------------------- |
| Tóth 72' Novák 77' | (0–0) Jegyzőkönyv | Pollák 24' Tajthy 60' Szalai 72' |

| Révész Géza utcai stadion, Siófok Játékvezető: Berke Balázs (magyar) |

### Egyenes kieséses szakasz

#### Negyeddöntők
| 1. csapat        | Össz.     | 2. csapat            | 1. mérk. | 2. mérk. |
| ---------------- | --------- | -------------------- | -------- | -------- |
| Zalaegerszegi TE | 4–2       | BFC Siófok           | 0–2      | 4–0      |
| Debreceni VSC    | 2–1       | Kecskeméti TE        | 2–0      | 0–1      |
| Győri ETO        | 2–3       | Szombathelyi Haladás | 1–2      | 1–1      |
| Videoton         | 1–1 (ig.) | Paks                 | 1–1      | 0–0      |

1. mérkőzések
| 2011. február 19. 13:00 |

| Zalaegerszegi TE                       | 0–2               | BFC Siófok                                                    |
| -------------------------------------- | ----------------- | ------------------------------------------------------------- |
| Bogunović 45' Horváth 56' Kovács 90+1' | (0–1) Jegyzőkönyv | Turcsik 31' (öngól) Délczeg 58' 52' Mogyorósi 29' Melczer 84' |

| ZTE Aréna, Zalaegerszeg Játékvezető: Oláh Gábor (magyar) |

| 2011. február 19. 14:00 |

| Debreceni VSC                 | 2–0               | Kecskeméti TE                                             |
| ----------------------------- | ----------------- | --------------------------------------------------------- |
| Varga 24' Illés 65' Ramos 74' | (1–0) Jegyzőkönyv | Čukić 52' Alempijević 84' Balogh 84' Radanović 77′, 90+3′ |

| Oláh Gábor utcai stadion, Debrecen Játékvezető: Radványi Ádám (magyar) |

| 2011. február 19. 14:15 |

| Videoton                          | 1–1               | Paks                                                    |
| --------------------------------- | ----------------- | ------------------------------------------------------- |
| Alves 2' Gosztonyi 23' Lipták 39' | (1–0) Jegyzőkönyv | Kiss 81' Fiola 25' Böde 57' Nagy I. 83' Sifter 70′, 89′ |

| Sóstói Stadion, Székesfehérvár Játékvezető: Berger József (magyar) |

| 2011. február 19. 15:00 |

| Győri ETO                                                     | 1–2               | Szombathelyi Haladás                                        |
| ------------------------------------------------------------- | ----------------- | ----------------------------------------------------------- |
| Pilibaitis 32' (11-esből) Völgyi 61' Trajković 62' Koltai 68' | (1–1) Jegyzőkönyv | Kenesei 20' Tóth 66' 81' Guzmics 18' Fodrek 36' Halmosi 58' |

| ETO Park, Győr Játékvezető: Németh Ádám (magyar) |

2. mérkőzések
| 2011. február 22. 13:00 |

| BFC Siófok | 0–4               | Zalaegerszegi TE                                                     |
| ---------- | ----------------- | -------------------------------------------------------------------- |
| Fehér 30'  | (0–2) Jegyzőkönyv | Horváth 16' Cebara 32' Delić 83' Simon 88' Kocsárdi 52' Panikvar 80' |

| Révész Géza utcai stadion, Siófok Játékvezető: Gaál Gyöngyi (magyar) |

| 2011. február 22. 13:45 |

| Kecskeméti TE                                                                               | 1–0               | Debreceni VSC                    |
| ------------------------------------------------------------------------------------------- | ----------------- | -------------------------------- |
| Litsingi 81' (11-esből) Koszó 26' Ebala 30' Farkas 41′ Foxi 58' Vujović 59' Alempijević 89' | (0–0) Jegyzőkönyv | Mokánszki 17' Fodor 18' Nagy 80' |

| Széktói Stadion, Kecskemét Játékvezető: Takács János (magyar) |

| 2011. február 22. 14:30 |

| Szombathelyi Haladás                 | 1–1               | Győri ETO                                         |
| ------------------------------------ | ----------------- | ------------------------------------------------- |
| Gyurján 50' Rajos 53′, 79′ Ugrai 90' | (0–1) Jegyzőkönyv | Ji-Paraná 39' Windecker 40' Völgyi 54' Molnár 83' |

| Rohonci úti stadion, Szombathely Játékvezető: Kovács Zoltán (magyar) |

| 2011. február 23. 18:00 |

| Paks                          | 0–0               | Videoton            |
| ----------------------------- | ----------------- | ------------------- |
| Vári 19' Tamási 28' Szabó 75' | (0–0) Jegyzőkönyv | Lázár 10' Vaskó 45' |

| Fehérvári úti stadion, Paks Játékvezető: Szilasi Szabolcs (magyar) |

#### Elődöntők
| 1. csapat            | Össz. | 2. csapat     | 1. mérk. | 2. mérk. |
| -------------------- | ----- | ------------- | -------- | -------- |
| Zalaegerszegi TE     | 2–4   | Paks          | 1–2      | 1–2      |
| Szombathelyi Haladás | 0–2   | Debreceni VSC | 0–2      | 0–0      |

1. mérkőzések
| 2011. március 26. 16:30 |

| Zalaegerszegi TE       | 1–2               | Paks                                           |
| ---------------------- | ----------------- | ---------------------------------------------- |
| A. Delić 23' Simon 43' | (1–1) Jegyzőkönyv | Magasföldi 9' 71' Gévay 67' Szabó 73' Báló 75′ |

| ZTE Aréna, Zalaegerszeg Játékvezető: Oláh Gábor (magyar) |

| 2011. március 27. 17:30 |

| Szombathelyi Haladás                | 0–2               | Debreceni VSC                                               |
| ----------------------------------- | ----------------- | ----------------------------------------------------------- |
| Nagy II G. 44' Tóth 61' Csontos 84' | (0–1) Jegyzőkönyv | Coulibaly 45' (11-esből) 62' Yannick 8' Ramos 71' Fodor 85' |

| Rohonci úti stadion, Szombathely Játékvezető: Szilasi Szabolcs (magyar) |

2. mérkőzések
| 2011. március 30. 16:30 |

| Debreceni VSC   | 0–0               | Szombathelyi Haladás |
| --------------- | ----------------- | -------------------- |
| Spitzmüller 47' | (0–0) Jegyzőkönyv |                      |

| Oláh Gábor utcai stadion, Debrecen Játékvezető: Kovács Zoltán (magyar) |

| 2011. március 30. 18:00 |

| Paks                       | 2–1               | Zalaegerszegi TE                   |
| -------------------------- | ----------------- | ---------------------------------- |
| Magasföldi 19' Montvai 64' | (1–0) Jegyzőkönyv | Kamber 73' Kovács 21' Panikvar 23' |

| Fehérvári úti stadion, Paks Játékvezető: Veizer Roland (magyar) |

#### Döntő
1. mérkőzés
| 2011. április 6. 17:30 |

| Debreceni VSC                                             | 2–1               | Paks                                                |
| --------------------------------------------------------- | ----------------- | --------------------------------------------------- |
| Salami 14' Yannick 41' 60' Šimac 27' Ramos 70' Farkas 90' | (2–1) Jegyzőkönyv | Vári 23' Sifter 6' Gévay 25' Sipeki 31' Fiola 90+1' |

| Oláh Gábor utcai stadion, Debrecen Játékvezető: Farkas Ádám (magyar) |

2. mérkőzés
| 2011. április 13. 17:30 |

| Paks                          | 3–0               | Debreceni VSC                             |
| ----------------------------- | ----------------- | ----------------------------------------- |
| Magasföldi 35' 72' Bartha 65' | (1–0) Jegyzőkönyv | Kabát 12' Nikolov 34' Šimac 60' Ramos 89' |

| Fehérvári úti stadion, Paks Játékvezető: Németh Ádám (magyar) |

## Lásd még
- 2010–11 a magyar labdarúgásban
  - 2010–2011-es magyar labdarúgó-bajnokság (első osztály)
  - 2010–2011-es magyar labdarúgókupa

## Külső hivatkozások
- Hivatalos honlap (magyarul)